# Guepinia helvelloides

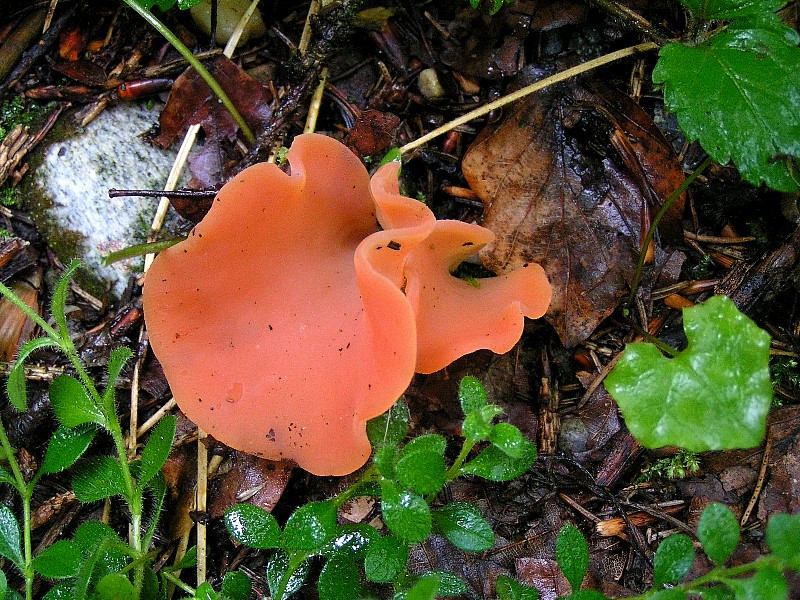
G. helvelloides

Guepinia helvelloides (DC.) Fr., 1828 è un fungo gelatinoso dell'ordine Auriculariales.

## Etimologia
L'epiteto helvelloides è dato dalla somiglianza del fungo con alcuni generi della famiglia Helvellaceae (divisione Ascomycota.

L'epiteto rufa del sinonimo Guepinia rufa deriva dal latino rufa = "rossa" (fulva), per via del colore predominante del carpoforo.

## Descrizione della specie
Corpo fruttifero3-12 cm, elastico e gelatinoso, inizialmente spatoliforme o a volte a forma di "orecchio", col tempo diventa imbutiforme con spaccatura laterale e forma una sorta di gambo; di colore rosso-arancio o rosso scuro con tonalità salmone. Presenta una superficie esterna leggermente pruinata di bianco, mentre quella interna è liscia e più scura.
CarneRossastra, di consistenza gelatinosa e tenera.
Odoresubnullo.
Saporeacidulo.
Spore9-11 x 5-6 µm, ialine, bianche in massa, lisce, ellissoidali.

## Distribuzione e habitat
Specie saprofita.

Cresce gregaria o cespitosa, in terreni ricchi di humus, nei boschi di conifere. Spesso su residui legnosi.

## Commestibilità
Buona; a detta di alcuni testi è un mediocre commestibile.

Può essere consumata cruda in insalata come la Fistulina hepatica, tuttavia si consiglia di non consumarne quantità eccessive da cruda poiché i funghi crudi possono possedere una carica batterica elevata.

## Tassonomia

### Sinonimi e binomi obsoleti
- Tremella helvelloides DC., in Lamarck & de Candolle, Fl. franç., Edn 3 (Paris) 2: 93 (1805)
- Gyrocephalus helvelloides (DC.) Keissl., Beih. bot. Zbl., Abt. 2 31: 461 (1914)
- Phlogiotis helvelloides (DC.) G.W. Martin, Am. J. Bot. 23: 628 (1936)
- Tremiscus helvelloides (DC.) Donk, Taxon 7: 164 (1958)
- Tremella rufa Jacq., Miscell. austriac. 1: 143 (1778)
- Guepinia rufa (Jacq.) Beck, Lich. Pl. Nov. Zemlya: 302 (1884)
- Phlogiotis rufa (Jacq.) Quél., Enchir. fung. (Paris): 202 (1886)
- Gyrocephalus rufus (Jacq.) Bref., Unters. Gesammtgeb. Mykol. (Liepzig) 7: 131 (1888)[2]

### Specie simili
- Può essere confusa con Auricularia auricula-judae per via del colore e perché di consistenza "gelatinosa".
- Alcune specie di ascomiceti appartenenti alle famiglie Helvellaceae e Pezizaceae.

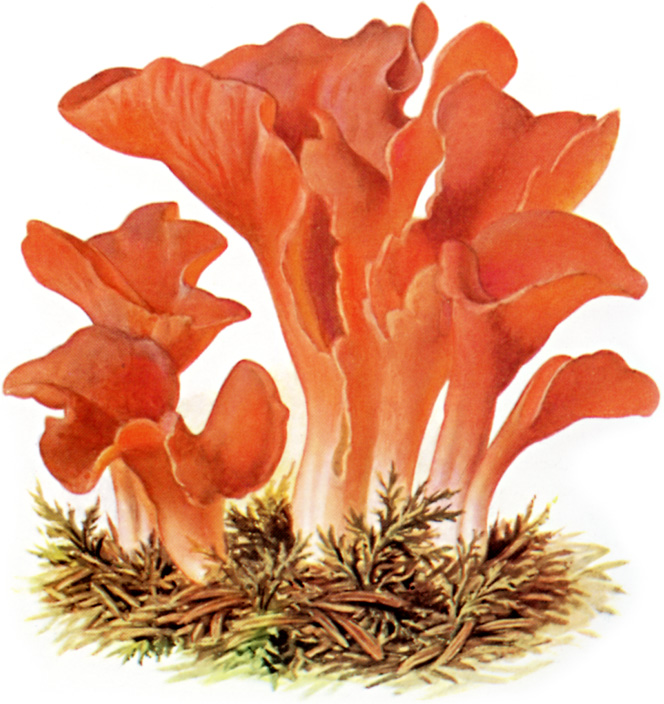
Illustrazione di G. helvelloides